# José Ribeiro Santos
José António Ribeiro Santos (Lisboa, 19 de Março de 1946 — Lisboa, 12 de Outubro de 1972), conhecido como Ribeiro Santos, foi um estudante português. Foi assassinado por um agente da polícia política devido à sua oposição ao regime ditatorial, tendo-se tornado num ícone do movimento estudantil contra o governo, até à Revolução de 25 de Abril de 1974, que restaurou a democracia em Portugal.

## Biografia

### Primeiros anos
Nasceu em 19 de Março de 1946, na cidade de Lisboa, sendo filho de Maria Antónia Leitão Ribeiro Santos e do médico Vasco Artur Ribeiro Santos. Estudou na escola Avé Maria e depois no Liceu Pedro Nunes, onde começou o seu envolvimento na oposição académica ao regime. Em 1965, passou a frequentar a Faculdade de Direito de Lisboa, num ano de grandes manifestações estudantis, que foram violentamente reprimidas pelo regime. Estas voltaram a ganhar força em 1967, na sequência das grandes cheias de Lisboa, e em 1968, como parte de um movimento internacional de estudantes, acrescido em Portugal de uma luta contra a guerra colonial.

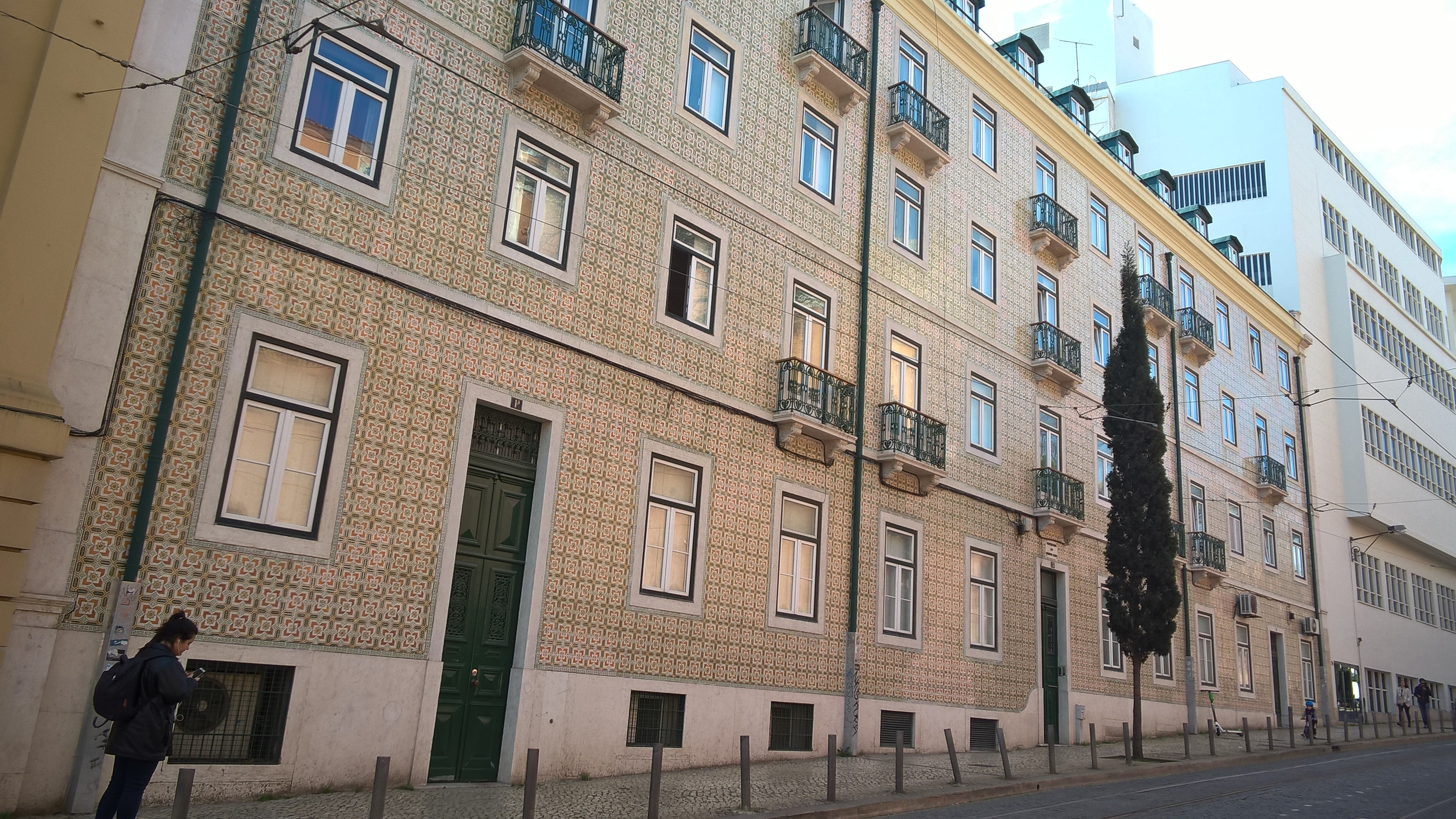
Vista da Calçada Ribeiro Santos, em 2019.

### Activismo político e assassinato
Em 1972, Ribeiro Santos integra-se na Federação dos Estudantes Marxistas-Leninistas (FEM-L), a organização estudantil do Movimento Reorganizativo do Partido do Proletariado. Em conjunto com outros colegas, formou o movimento Ousar Lutar, Ousar Vencer. Devido à violenta repressão das autoridades, com o encerramento de várias associações de estudantes, Ribeiro Santos utilizou muitas vezes a sua casa como local de reuniões, onde se planeavam os próximos passos a dar contra a opressão do regime. Assim, foi organizado um encontro de estudantes contra a repressão, que teria lugar a 12 de Outubro desse ano num pavilhão pré-fabricado no Instituto Superior de Ciências Económicas e Financeiras. Porém, antes de se iniciar a reunião, os estudantes detiveram um indivíduo no interior da escola, devido à suspeita de que seria um agente infiltrado, tendo alguns chamado a Direcção-Geral de Segurança para fazer a identificação desse indivíduo. Porém, a presença dos agentes na escola provocou indignação entre os estudantes, que avançaram contra eles. Um dos agentes, Gomes da Rocha, puxou da arma e disparou contra os estudantes, atingindo Ribeiro Santos nas costas, e José Lamego, que o tentou impedir de disparar, numa perna. Ribeiro Santos é imediatamente levado pelos estudantes de medicina para o Hospital de Santa Maria, onde faleceu na sala de observações, aos 26 anos de idade.
O seu funeral, que teve lugar dois dias depois, foi marcado por grandes manifestações contra o regime ditatorial e as forças da ordem. Com efeito, apesar de ter sido marcado um carro funerário, os antigos colegas de Ribeiro Santos decidiram levar o caixão num desfile desde a casa dele até à Ajuda, mas esta tentativa foi gorada pelas forças policiais, que investiram contra os estudantes. Deste incidente resultaram vinte presos e vários feridos, incluindo alguns agentes da polícia. Na noite após o funeral, continuaram a verificar-se distúrbios, tendo sido atacadas algumas agências bancárias e a embaixada dos Estados Unidos da América. José Lamego, que inicialmente conseguiu fugir, acabou por ser preso e alvo de interrogatório, levando a protestos no hospital da prisão de Caxias, com vários prisioneiros a fazerem greve de fome. Apesar de estarem doentes, alguns destes foram transportados para Peniche.
Nos dias após o funeral, verifica-se uma paralisação quase total da Universidade Técnica de Lisboa, e continuam as manifestações académicas, tendo o governo ordenado a captura dos dirigentes das Associações de Estudantes de Ciências e do Instituto Superior Técnico. A cidade de Lisboa fica sob forte vigilância, e os agentes da Direcção-Geral de Segurança fazem buscas nas residências dos dirigentes associativos, dos quais um grande número ficou preso em Caxias. Ainda assim, em Novembro continuaram a ser organizadas greves de estudantes, e o novo responsável pelo Instituto Superior Técnico, Sales Luís, decidiu encerrar aquele estabelecimento de ensino, seguido das Faculdades de Farmácia e de Letras. Aumentou o número de expulsões e suspensões entre os estudantes, e muitos que já estavam suspensos foram integrados no exército, com destino às colónias. A contestação atingiu igualmente o ensino secundário, tanto na capital como no Porto, tendo o Movimento Associativo dos Estudantes do Ensino Secundário de Lisboa (MAESL) decidido que iria impedir fisicamente os funcionários de remover os cartazes relativos ao assassinato de Ribeiro Santos.
O agente responsável pelo seu assassinato não chegou a ser levado a julgamento, embora tenha sido preso em Alcoentre após a Revolução dos Cravos, tendo sido um dos elementos da famosa fuga de elementos da PIDE, no dia 29 de Junho de 1975.

### Homenagens
Depois da Revolução de 25 de Abril de 1974, o nome de Calçada Ribeiro Santos foi atribuído à rua onde viveu. Em 2012 foi colocada pela Associação Académica da Faculdade de Direito de Lisboa uma placa comemorativa na casa que habitou. Ribeiro Santos também foi homenageado na toponímia dos concelhos de Loures (Rua Ribeiro Santos, Santo Antão do Tojal), Seixal (Praça José Ribeiro Santos, Santa Marta do Pinhal, Corroios) e Vila Franca de Xira (Largo Ribeiro Santos, Póvoa de Santa Iria).
O nome de Ribeiro Santos também é homenageado no Infantário Popular Ribeiro Santos (Av. Almirante Reis nº 70 r/c dt., 1º e 2º esq, Lisboa), fundado em Abril de 1975 e na Residência Universitária Ribeiro Santos. 
Em 2022, a jornalista Diana Andringa realizou o documentário 12 de Outubro de 1972: O Dia em que Perdemos o Medo, sobre as repercussões do assassinato. 